# Международный фестиваль песни в Сопоте 1961
Международный фестиваль песни в Сопоте 1961 (пол. Międzynarodowy Festiwal Piosenki Sopot 1961) — первый фестиваль песни в Сопоте, организованный директором «Польского радио» Владиславом Шпильманом. Полуфинал прошёл 25 августа 1961 года, а финал — 26 августа того же года. Фестиваль проходил в Сопоте (Польша) в Гданьском судостроительном зале.
Фестиваль вели Ирена Дзедзич, София Слабошевская, Лучан Кидрински и Мечислав Войт. Победителем стал представитель Швейцарии Джо Роланд с песней «Nous deux».

## Место проведения
Сопот (пол. Sopot — город и морской курорт на севере Польши, в Поморском воеводстве, на Балтийском побережье.
Население Сопота — около сорока тысяч человек. Сопот расположен между Гданьском и Гдыней, образуя вместе с ними агломерацию Труймясто (Тройной город), которая фактически является единым городом с общим населением примерно в миллион человек.
Первым в истории известного фестиваля местом проведения стал «Гданьский судостроительный зал», в котором также проводились два последующих конкурса.

## Формат
Фестиваль был разделён на полуфинал, финал и концерт. В первый день, 25 августа, был проведён полуфинал для польских исполнителей, через день состоялся международный финал, а в последний день, 27 августа — концерт. На всех проведённых мероприятиях исполнителей сопровождали два оркестра «Польского радио» — «Мала Симфонична» (дирижер Стефан Рахонь) и «Танец» (дирижер Эдвард Черни).

## Результаты

### Полуфинал
Полуфинал фестиваля состоялся 25 августа 1961 года, где выступили десять польских исполнителей. Награда была вручена исполнителям, занявшим первые три места, остальных — утешительными призами. Победу одержала Ирена Сантор с песней «Embarras».
| №  | Язык      | Исполнитель         | Песня                   | Перевод                      | Место | Баллы |
| -- | --------- | ------------------- | ----------------------- | ---------------------------- | ----- | ----- |
| 01 | Польский  | Регина Бельская     | «Rozstanie z morzem»    | «Расставание с морем»        | 8     | 25    |
| 02 | Польский  | Веслава Дроецка     | «Spacer brzegiem morza» | «Прогулка вдоль берега моря» | 9     | 24    |
| 03 | Польский  | Людмила Якубчак     | «Wakacje z deszczem»    | «Отпуск с дождём»            | 4     | 56    |
| 04 | Польский  | Ежи Поломский       | «Woziwoda»              | «Водовоз»                    | 2     | 80    |
| 05 | Польский  | Слава Пшибыльская   | «Kuglarze»              | «Фокусники»                  | 3     | 64    |
| 06 | Польский  | Ханна Рэк           | «Mój pierwszy bal»      | «Мой первый бал»             | 10    | 18    |
| 07 | Польский  | Рена Рольская       | «Złoty pierścionek»     | «Золотое кольцо»             | 5     | 35    |
| 08 | Польский  | Ирена Сантор        | «Embarras»              | «Смущение»1                  | 1     | 96    |
| 09 | Испанский | Виолетта Виллас     | «Si señor»              | «Да, сэр»                    | 6     | 34    |
| 10 | Польский  | Тадеуш Возняковский | «Ty jeszcze nie wiesz»  | «Ты ещё не знаешь»           | 7     | 32    |

1.↑ Название песни «Embarras» означает с французского языка как «смущение».

### Финал
Международный финал состоялся 26 августа 1961 года. На фестивале выступили 17 исполнителей. Победителем стал представитель Швейцарии Джо Роланд, который исполнил песню «Nous deux». Второе место заняла представительница Норвегии Нора Брокстедт, а третье — представительница ГДР Барбель Ваххольц.
| №  | Страна         | Язык             | Исполнитель      | Песня                                           | Перевод                             | Место | Баллы |
| -- | -------------- | ---------------- | ---------------- | ----------------------------------------------- | ----------------------------------- | ----- | ----- |
| 01 | ФРГ            | Немецкий         | Ральф Бендикс    | «Nimm mich bitte mit»                           | «Пожалуйста, возьми меня с собой»   | 4     | 44    |
| 02 | Италия         | Итальянский      | Сильвано Беттаци | «E buio»                                        | «Темно»                             | 13    | 5     |
| 03 | Венгрия        | Венгерский       | Янош Брейтнер    | «Almodozas»                                     | «Грёзы»                             | 8     | 21    |
| 04 | Норвегия       | Норвежский       | Нора Брокстедт1  | «Sommer i Palma»                                | «Лето на Пальме»                    | 2     | 68    |
| 05 | Мексика        | Испанский        | Хелия Касановас  | «El arreo»                                      | «Стадо»                             | 14    | 4     |
| 06 | Франция        | Французский      | Надин Клэр       | «Mon manege a moi»                              | «Моя карусель»                      | 11    | 12    |
| 07 | Греция         | Греческий        | Зои Курукли      | «Ο καπετάνιος ο πολιος» (O kapetanios o polios) | «Капитан, гражданин»                | 10    | 13    |
| 08 | Великобритания | Английский       | Полин Даррол     | «Some Day My Heart Will Awake»                  | «Когда-нибудь мое сердце проснётся» | 11    | 12    |
| 09 | Швеция         | Шведский         | Ингер Линдблат   | «Sommarnat»                                     | «Лето»                              | 12    | 9     |
| 10 | Финляндия      | Финский          | Ритуа Мустонен   | «Jossain meren rannalla»                        | «Где-то у моря»                     | 11    | 12    |
| 11 | Югославия      | Сербо-хорватский | Ольга Николич    | «Itsi, bitsi, petit bikini»                     | «Итси, битси, маленькое бикини»     | 9     | 19    |
| 12 | СР Румыния     | Румынский        | Николае Нитеску  | «Un cantec de dragoste»                         | «Песня о любви»                     | 7     | 22    |
| 13 | Австрия        | Немецкий         | Фред Перри       | «Du bist überall»                               | «Ты везде»                          | 5     | 29    |
| 14 | Чехословакия   | Чешский          | Иржи Пршисталь   | «Stara reka»                                    | «Старая река»                       | 6     | 27    |
| 15 | Швейцария      | Французский      | Джо Роланд       | «Nous deux»                                     | «Мы оба»                            | 1     | 84    |
| 16 | ГДР            | Немецкий         | Барбель Ваххольц | «Damals»                                        | «Тогда»                             | 3     | 63    |
| 17 | Дания          | Датский          | Бирте Вильке     | «Jamaica»                                       | «Ямайка»                            | 9     | 19    |

1.↑ В 1961 году Нора Брокстедт представила Норвегию на конкурсе «Евровидение» с этой же песней.

## Жюри
Судьи присуждали премии в двух категориях — за работу и за исполнение. Международное жюри, оценивавшее выступления в полуфиналах и финалах шоу, состояло из:
- Финляндия: Яаако Борг
- Польша: Бронислав Брок, Войчех Матлакевич, Владислав Шпильман и Валерий Ястшембец
- Чехословакия: Карел Берман
- Швейцария: Луи Рей (председатель)
- Болгария: Ярда Кондалов
- ГДР: Карл-Хайнц Венцель
- ФРГ: Гюнтер Кренц
- Югославия: Даворин Жупанич